# Holotrichia tjibodasia
Holotrichia tjibodasia är en skalbaggsart som beskrevs av Brenske 1894. Holotrichia tjibodasia ingår i släktet Holotrichia och familjen Melolonthidae. Inga underarter finns listade i Catalogue of Life.